# وینسبورو (لوئیزیانا)
وینسبورو (به انگلیسی: Winnsboro) شهری در ایالت لوئیزیانا کشور ایالات متحده آمریکا است که جمعیت آن در سرشماری سال ۲۰۱۰ میلادی، ۴٬۹۱۰ نفر بوده‌است.